# Adrian Cosmin Vierița
Adrian Cosmin Vierița (n. 4 iulie 1962, București) este un diplomat român. A fost ambasadorul României în Statele Unite ale Americii între 2008 și 2013. Din 2015 este Reprezentant permanent al României la Oficiul Națiunilor Unite de la Geneva și la organizațiile internaționale cu sediul în Elveția.
Anterior acestei numiri, a fost directorul Direcției ONU din cadrul Ministerului Afacerilor Externe. Înainte de a ocupa postul de ambasador al României în Statele Unite ale Americii a fost secretar de stat pentru afaceri europene în cadrul  Ministerului Afacerilor Externe, începând din iulie 2006. În perioada 2002 - 2006, a fost ambasador extraordinar și plenipotențiar al României în Germania.
Adrian Vieriță face parte din corpul diplomatic al României de la 1 martie 1991. A deținut diverse funcții de conducere în cadrul MAE, printre care: șef de cabinet al secretarului de stat coordonator al relațiilor bilaterale cu țările din Asia, Africa, Orientul Mijlociu și America Latină, director adjunct al Direcției ONU și Instituții Specializate, director al Direcției  Europa Centrală și de Sud-Est, precum și director general al Direcției Generale pentru Relații Europene și Euroatlantice.
În 2002 a primit Ordinul Național Serviciul Credincios al României, în grad de ofițer. În anul 2003 este desemnat „Ambasador al Anului”, iar în 2005 este declarat „Diplomat al Anului” de către cotidianul bucureștean Nine O'Clock. Este decorat în 2006 cu Marea Cruce de Merit a Germaniei.
Este absolvent al Facultății de Tehnologie a construcțiilor de mașini a Universității Politehnice din București și a urmat studii postuniversitare în domeniul relațiilor internaționale și economiei mondiale la Academia Diplomatică din Viena și Institutul Român de Studii Internaționale, unde a obținut diplome de merit.  În prezent, este doctorand în domeniul științelor economice la ASE - București. A fost lector la European College for Liberal Arts din Berlin. Este co-autor al volumului "România la Organizația Națiunilor Unite", Editura Enciclopedică, București, 1995.